# Edoardo De Martin
Edoardo De Martin (5 maggio 1946) è un ex bobbista italiano.

## Biografia
Viene ricordato come vincitore di una medaglia d'argento nella sua disciplina, ottenuta ai campionati mondiali del 1967 (edizione tenutasi a l'Alpe d'Huez, Francia) insieme al connazionale Nevio De Zordo. Nell'edizione l'oro andò all'Austria il bronzo alla nazionale statunitense.